# Berkh, Khentii
Berkh (tiếng Mông Cổ: Бэрх) là một thành phố ở sum Batnorov của tỉnh Khentii ở miền đông Mông Cổ. Dân số thành phố là khoảng 3.890 người vào năm 2006.

## Địa lý và khí hậu
Thành phố nằm trên độ cao 1276 m (4189 ft) so với mực nước biển, cách tỉnh lỵ Öndörkhaan khoảng 64 km về phía đông bắc.
Berkh có khí hậu cận Bắc Cực chịu ảnh hưởng của gió mùa (phân loại khí hậu Köppen Dwc).

## Kinh tế
Dưới sự hỗ trợ của Liên Xô, một mỏ fluorit đã được xây dựng trong thành phố, các mỏ được phát hiện bởi các nhà địa chất Liên Xô trong những năm 1950, và liên doanh Xô-Mông (nay là Mongolrotsvetmet) đã được thành lập vào năm 1973. Nó là một trong số các mỏ khoáng sản đang hoạt động tại Mông Cổ.
Vào năm 2007, số lượng vật nuôi thuộc sở hữu của người dân tại đây là khoảng 42.000, nhưng không có đủ đồng cỏ cho một số lượng lớn gia súc như vậy trong vùng lân cận của thành phố.

## Giao thông
Batnorov nằm trên tuyến đường giao thông nối Öndörkhaan với Dundbürd, trung tâm sum Batnorov.